# Trattato di annessione nippo-coreano

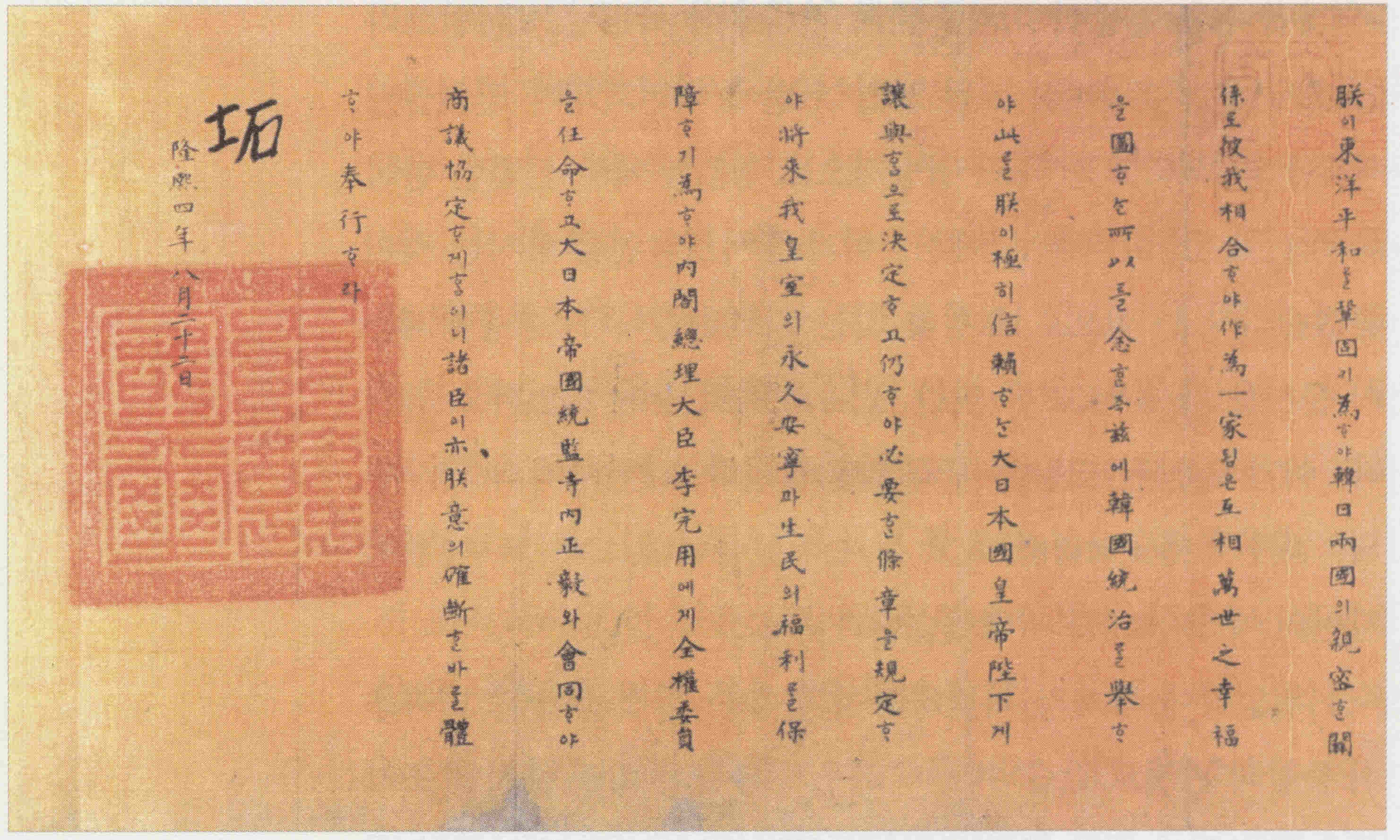
Il mandato generale a Lee Wan-Yong con firma e sigillo dell'ultimo imperatore coreano, Sunjong. Nella tradizione coreana il sovrano non firmava mai personalmente i documenti ufficiali, tuttavia in questa occasione vi fu forzato dalle nuove modalità introdotte dal Giappone in Corea dopo il trattato del 1907.

Il trattato di annessione nippo-coreano venne firmato il 22 agosto 1910 dai rappresentanti dei governi imperiali di Corea e Giappone. Fu reso pubblico ed entrò in vigore il 29 agosto, dando inizio al periodo di dominio giapponese sulla Corea, che sarebbe durato fino alla conclusione della seconda guerra mondiale, in base al primo articolo che recitava: "Sua Maestà l'Imperatore della Corea fa piena e imperitura cessione a Sua Maestà l'Imperatore del Giappone di tutti i diritti di sovranità sull'intera Corea".

## Percezione in Corea
In Corea il trattato è solitamente chiamato 한일 합방 늑약 (Hanil Hapbang Neugyak), traducibile come "trattato forzato dell'annessione coreana al Giappone"; l'evento è ricordato come 경술국치 庚戌國恥 (Gyeongsul Gukchi), traducibile come "l'umiliazione nazionale del 1910". Il giorno 29 agosto è ricordato come 국치일 (Gukchi-il), ovvero "il giorno della vergogna nazionale".

## Valore legale
Il valore del trattato, oggi considerato uno dei trattati ineguali, venne contestato prima dal governo in esilio della Repubblica di Corea e poi della moderna Repubblica di Corea. Anche le forze alleate che occuparono il Giappone alla fine della secondaguerra mondiale non considerarono valido il trattato. Sebbene il trattato riportasse il sigillo nazionale dell'Impero Coreano, l'imperatore Sunjong si rifiutò di firmarlo come avrebbe richiesto la legge coreana. Il trattato fu firmato dal primo ministro coreano, Lee Wan-Yong, e dal governatore generale giapponese, il conte Terauchi Masatake.
Il secondo articolo del trattato di normalizzazione dei rapporti tra Corea del Sud e Giappone del 1965 ha portato al mutuo riconoscimento della nullità del trattato del 1910: "Si conferma che ogni trattato o accordo siglato tra l'Impero del Giappone e l'Impero di Corea il o prima del 22 agosto 1910 sono già nulli ed invalidi".
A causa di alcune ambiguità insite nel testo giapponese, il Giappone interpreta la clausola affermando che il trattato del 1910 è rimasto in essere e valido fino alla firma del trattato del 1965, mentre Nord e Sud Corea la interpretano affermando che la nullità del trattato inizia con la resa del Giappone. Questa seconda interpretazione è supportata dal testo inglese, che in caso di controversia dovrebbe essere utilizzato come riferimento in base alla frase finale dell'accordo stesso.